# 문채원
문채원(한국 한자: 文彩元, 1986년 11월 13일 ~ )은 대한민국의 배우이다.
원래는 미술학도였으나 2007년 시트콤 《달려라 고등어》에 출연하면서 배우로 데뷔했다. 2008년 퓨전사극 《바람의 화원》에 출연하여 호평을 받으며 주목받기 시작했고, 그해 SBS 연기대상에서 뉴스타상을 수상했다. 2009년 주연급으로 출연한 드라마 《찬란한 유산》은 40%가 넘는 시청률을 기록하며 인기를 끌었고, 2011년 영화 《최종병기 활》로 대종상과 청룡영화상 신인여우상을 수상하며 연기력을 인정받았다. 이후 드라마 《공주의 남자》(2011)와 《세상 어디에도 없는 착한 남자》(2012)로 2년 연속 KBS 연기대상에서 최우수상을 수상하며 스타덤에 올랐다. 2013년에는 웰메이드 드라마로 호평을 받은 메디컬 드라마 《굿 닥터》로 KBS 연기대상에서 우수상을 수상하였다. 문채원은 드라마 《굿바이 미스터 블랙》(2016), 《크리미널 마인드》(2017)과 영화 《오늘의 연애》(2015), 《그날의 분위기》(2016)에서 여주인공으로 열연하며 꾸준한 활약을 이어가고 있다.

## 학력
- 1999년 서울봉은초등학교 (졸업)
- 2002년 청담중학교 (졸업)
- 2005년 선화예술고등학교 미술과 (졸업)
- 2005년 추계예술대학교 서양화과 05학번 (중퇴)

## 성장 과정
문채원은 1986년 11월 13일 1남 1녀 중 첫째로 태어나 초등학교 6학년 때 서울로 이사했다. 초등학교를 거쳐 중학교에 진학했는데 사투리 때문에 친구들과 말을 안 하다 보니 자연스레 1년 정도 외톨이로 지내기도 했다. 어려서부터 조용하고 내성적인 성격으로, 중학교 시절에는 교문에 남학생들이 있으면 다 들어가길 기다렸다가 들어갈 정도였다. 초등학교 때부터 드라마나 영화 보는 것을 좋아했고 동경하는 마음이 있어 중학교 때 부모 몰래 학원비로 연기학원에 등록하려다 들킨 적도 있으나, 당시에는 연기자가 되겠다는 생각까지는 없었다.
초등학생 때부터 드라마나 영화를 좋아해 연기에 대한 막연한 동경이 있었지만 연기자가 되겠다는 생각까진 없었다고 한다. 어릴 적엔 무용을 했으나 서울로 오기 전 큰 수술을 받고 미술로 진로를 바꿨다. 선화예술고등학교 진학 후 성격도 활발해지고 그림도 열심히 배우던 중, 3학년 때 배우가 되고 싶다는 생각을 하면서 방황했다고 한다.
미술을 그만두고 연극영화과에 가겠다고 부모님한테 우겨봤지만 안 먹혀서 할 수 없이 추계예술대학교 서양화과에 진학했다. 결국 한 학기 다니다 중퇴하고 스타케이 엔터테인먼트에 들어갔다.
대구에서 초등학교를 다닐 때 무용을 했었는데, 서울로 이사 오기 전 큰 수술을 받고 미술로 진로를 바꾸었다. 그림 그리는 것을 좋아해서, 중학교 졸업 후 예술 고등학교에 진학했다. 예고에 진학한 후 성격도 차츰 활달해졌고 2학년 때까지는 그림도 열심히 그렸으나, 3학년 때 배우가 되고 싶다는 생각을 하면서 방황을 하였다. 그림을 그만두고 미대도 포기하고 영화학과나 연극영화과를 가겠다고 우겼으나, 부모의 완강한 반대로 추계예술대학교 서양화과에 진학했다. 하지만 결국 한 학기만에 휴학하고 첫 소속사인 김종학프로덕션(스타케이 엔터테인먼트)에 들어갔고, 연이은 작품 스케줄로 인해 결국 휴학을 거듭한 끝에 대학을 자퇴했다.

## 경력

### 2007–2010: 초기 경력

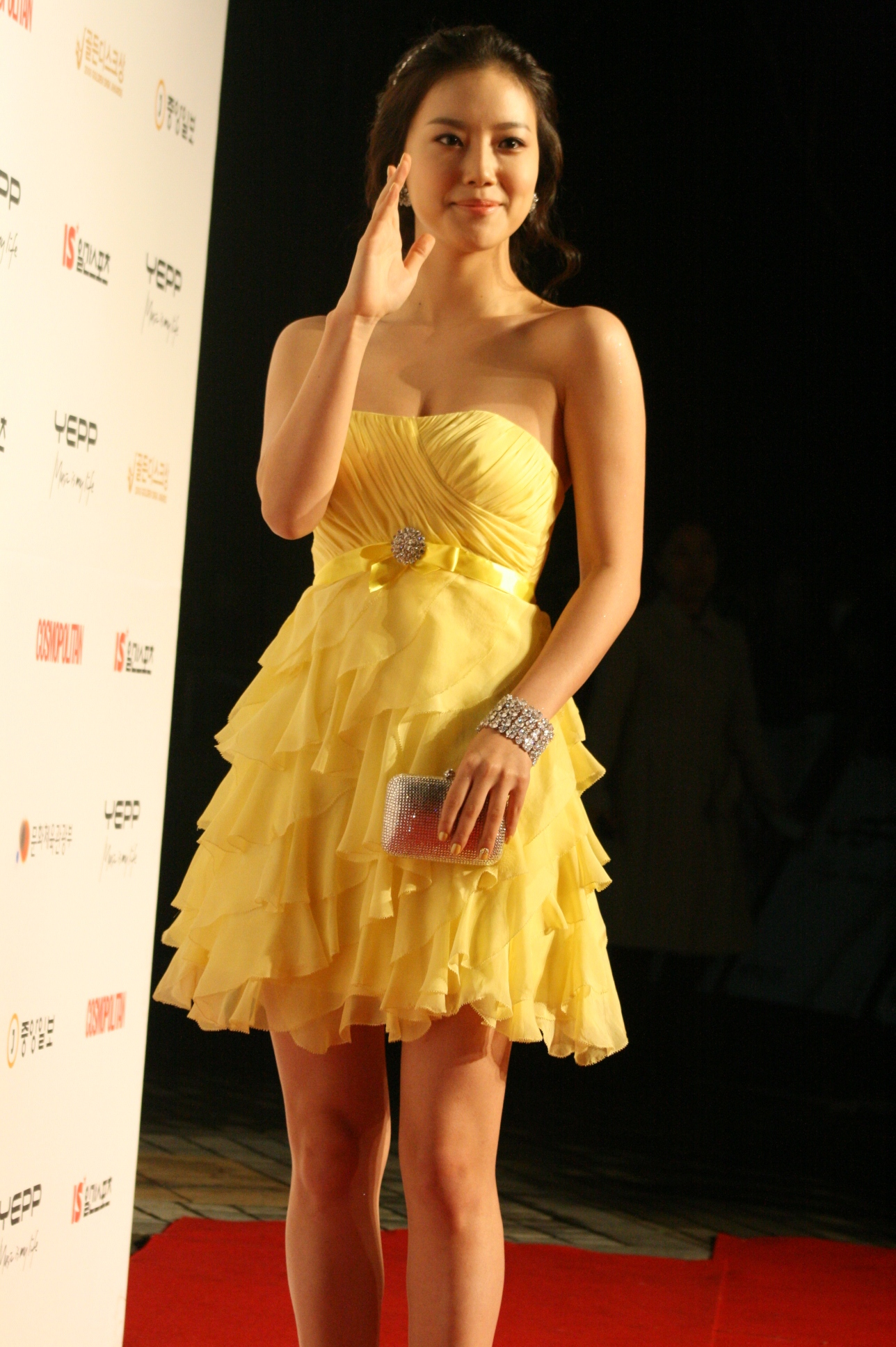
2008년 12월 10일, 제23회 골든디스크 시상식에서의 문채원.

2006년부터 오디션을 보기 시작한 문채원은 2007년 SBS 시트콤 《달려라 고등어》에 60대 1의 경쟁률을 뚫고 민윤서 역으로 발탁되었다. 이민호, 박보영과 함께 출연한 이 작품은 저조한 시청률로 아쉽게도 8회만에 조기 종영되었다. 이듬해인 2008년에는 하이틴 영화 《울학교 이티》에서 김수로,
이민호, 박보영, 백성현과 공연하며 스크린에 데뷔하게 된다. 문채원은 이후 같은 해 9월부터 방송된 SBS 퓨전사극 《바람의 화원》에 기생 정향 역으로 캐스팅되었다. 이 작품에서 그녀는 상대역인 문근영과 함께 ‘닷냥커플’이라는 애칭으로 불리며 호평을 받았고, 그해 《SBS 연기대상》에서 뉴스타상과 베스트커플상(문근영과 함께 수상)을 수상하였고, 최초로 여성 커플이 베스트커플상을 수상하는 기록을 세웠다. 또한 같은 해 제16회 대한민국문화연예대상 시상식에서도 드라마방송부문 신인탤런트상을 수상했다. 문채원은 《바람의 화원》에 출연 중이던 2008년 10월 포털 사이트 다음이 실시한 투표에서‘큰 별이 될 안방 샛별’ 1위에 오르기도 했다.
2009년에는 SBS 주말 특별기획 드라마 《찬란한 유산》에 주연급으로 캐스팅되어, 한효주, 이승기, 배수빈와 호흡을 맞췄다. 문채원은 인터뷰에서 《찬란한 유산》을 자신의 대중적 인지도를 높여 준 작품으로 꼽았다. 다음 작품인 KBS 수목 드라마 《아가씨를 부탁해》에서는 이제까지와는 다른 발랄한 모습을 보여주며 연기의 폭을 넓혀 나갔다. 이후 《아가씨를 부탁해》(2009)를 마지막으로 김종학프로덕션과의 계약이 만료돼 이후 1년간 공백기를 갖게 되었고, 그 후 2010년 10월 바른손 엔터테인먼트(현 엠에스팀 엔터테인먼트)와 전속 계약을 체결하고, SBS 9시 월화 미니시리즈 《괜찮아, 아빠딸》에 주연으로 캐스팅되면서 다시 활동을 시작하였다.

### 2011–2015: 《공주의 남자》, 《착한 남자》, 주목과 성공

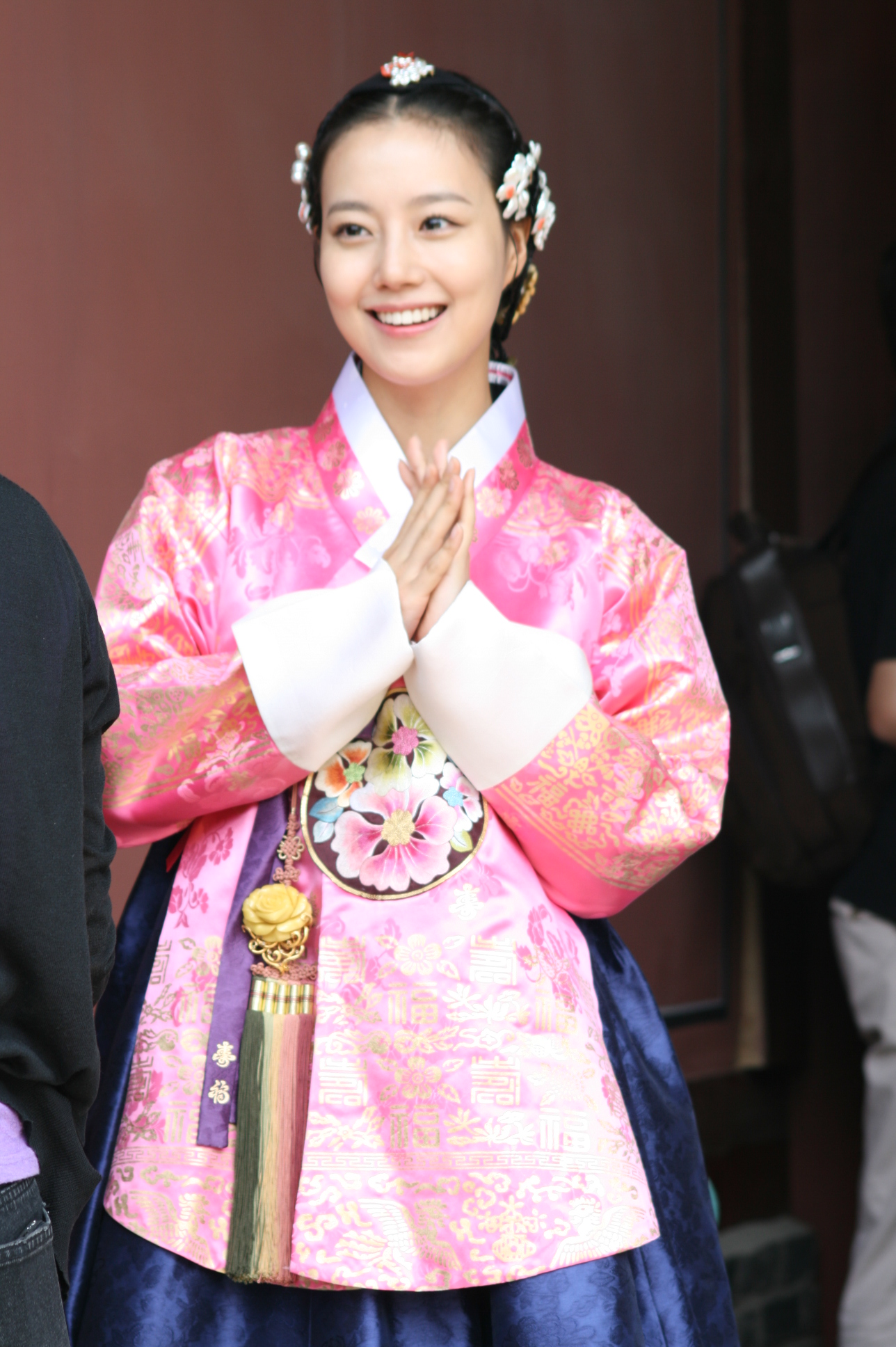
2011년 6월, 드라마 《공주의 남자》 포스터 촬영 현장에서 문채원.

문채원은 2011년 8월 개봉한 김한민 감독의 사극 액션 영화 《최종병기 활》에서 주인공 남이(박해일 분)의 동생 자인 역을 맡아 강단 있는 연기를 선보이며 그 해 제48회 대종상과 제32회 청룡영화상에서 신인여우상을 수상하는 쾌거를 이뤘다. 2011년 7월부터는 KBS 사극 로맨스 드라마 《공주의 남자》에서 수양대군의 딸인 세령 역을 맡아, 방송 초반 사극 연기톤이 어색하다는 비판 의견에 맞닥뜨렸던 문채원은 논란을 딛고 극중 김승유(박시후 분)와 조선판 ‘로미오와 줄리엣’의 애절한 로맨스 연기로 호평을 얻으며 최고 시청률 24.9%를 기록하며 시청자들로부터 ‘유령커플’이란 애칭을 받으며 많은 사랑을 받았다. 이 작품으로 2011년 《KBS 연기대상》에서 최우수연기상, 인기상, 베스트커플상(박시후와 같이 수상)을 수상하며 3관왕에 올랐다. 2012년 1월에는 대검찰청의 제4대 명예검사로 위촉되었다. 또 같은 해 9월부터 방송된 KBS 수목 미니시리즈 《세상 어디에도 없는 착한 남자》에서 강마루(송중기 분)와 사랑에 빠지는 냉정하고 도도한 재벌 총수의 딸 서은기 역으로 출연했다. 드라마는 최고 시청률 18.3%의 높은 시청률로 호평을 받았고, 이 작품으로 문채원은 2012년 《KBS 연기대상》에서 2011년에 이어 2년 연속으로 여자최우수연기상을 받았고, 네티즌상과 베스트커플상(송중기와 같이 수상)도 수상했다.

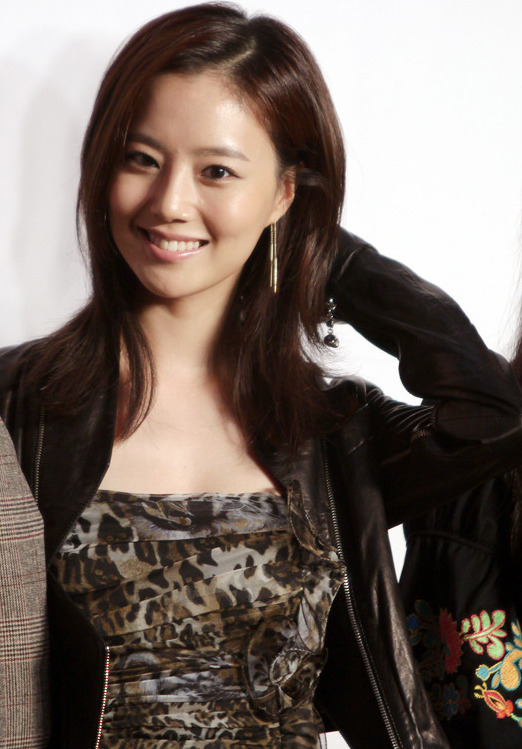
2012년 9월 5일 드라마 《세상 어디에도 없는 착한 남자》 제작 발표회에서 문채원.

2013년 문채원은 8월부터 10월까지 방송된 KBS 월화 미니시리즈 《굿 닥터》에 소아외과 펠로우 2년차 차윤서 역을 맡아 메디컬 드라마에 첫 출연하였다. 서번트 증후군을 다룬 이 드라마는 연이은 호평으로 최고 시청률 21.3%를 기록하며 많은 사랑을 받았고, 문채원은 이 작품으로 그 해 《KBS 연기대상》에서 중편드라마 부문 우수연기상, 베스트커플상(주원과 같이 수상), 인기상을 수상했다.
문채원은 《굿 닥터》 이후 드라마 출연을 잠시 접고 영화 촬영에 전념하였다. 2013년 12월, 강제규 감독이 연출한 단편 영화 《민우씨 오는 날》에 캐스팅되었다. 이 작품은 홍콩국제영화제가 제작 지원하는 프로젝트로 아시아 대표감독 4인을 선정해 각각의 단편 영화를 제작, 'Beautiful 2014'라는 슬로건을 걸고 상영되는 옴니버스 영화이자, 분단 60년 이산가족들의 현격하게 줄어든 오늘, 만날 수 없는 가족에 대한 애끓는 고통 속에서 살아온 한 여인의 이야기를 통해 이산가족의 사랑과 아픔, 그리움을 담아내고자 하는 작품이다. 문채원은 이번 작품에서 분단 이후 60년 동안 한 남자를 기다린 여자 연희를 맡아 헤어진 남편에 대한 애틋함과 그리움을 간직한 채 살아가는 여자의 삶을 연기했다. 2015년 1월에는 박진표 감독의 로맨틱 코미디 영화 《오늘의 연애》에 출연, 김현우 역을 맡아 이성과의 우정과 사랑 사이에 갈등하는 여성의 심리를 사실적으로 묘사했다는 평을 받았다. 문채원은 같은 해 7월 개최 된 제19회 부천국제판타스틱영화제에서 프로듀서 초이스상을 수상했다.

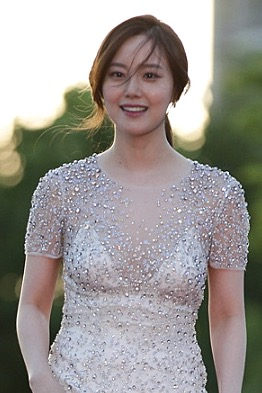
2015년 7월 16일 제19회 부천국제판타스틱영화제에서 문채원.

### 2016-2018
2016년에는 조규장 감독의 로맨스 영화 《그날의 분위기》에서 사랑은 한 우물만 파고, 연애는 사골국 끓이듯 오랫동안 만나야 진정한 로맨스라고 생각하는 일편단심 배수정 역을 맡아 색다른 매력을 선보였다. 같은 해 3월부터 방영된 MBC 드라마 《굿바이 미스터 블랙》에서 태국 빈민촌 쓰레기장에 버려진 후, 시장 통을 전전하며 살아온 김스완 역을 맡아 3년여만에 브라운관에 컴백하였다. 하지만 드라마는 진부한 내용으로 인해 저조한 시청률을 기록하며 아쉬움을 남겼다.
문채원은 2016년 9월, 나무엑터스와 전속 계약했다. 이듬해, 2017년 7월부터 방영된 tvN 드라마 《크리미널 마인드》에 NCI 행동 분석관 하선우 역에 캐스팅되었다. 드라마는 동명의 미국 드라마를 리메이크한 작품으로 손현주, 이준기, 유선, 김영철, 이선빈과 공연하였고, 2017년 9월 말에 종영되었다.

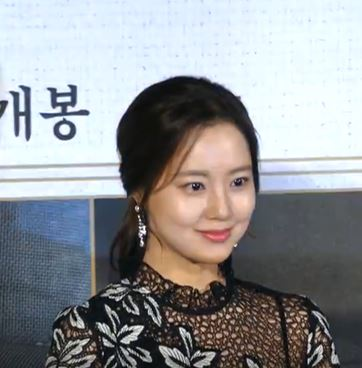
2018년 8월 13일 영화 《명당》제작 발표회에서 문채원.

2018년 9월에 개봉한 박희곤 감독의 영화 《명당》에서 한양 최고 기방 월영각의 대방 초선 역을 맡았다. 이 영화는 왕이 되고 싶은 자들의 욕망과 암투, 묏자리 쟁탈전을 그린 사극 영화이다. 이후, 동명의 웹툰을 원작으로한 tvN 드라마 《계룡선녀전》에 캐스팅 되었다. 문채원은 남편의 환생을 기다리는 선녀다방의 바리스타 선녀 선옥남 역을 맡아 할머니 선옥남을 맡은 고두심 분과 2인 1역을 선보였다. 2018년 11월 5일에 첫 방영 했다.

### 2020년-현재
2020년 tvN에서 방영하는 드라마 《악의 꽃》에서 강력계 형사 차지원   역으로 출연한다.

## 출연 작품

### 드라마
- 2007년 《김현철의 연애의 재구성》 ... 살 뺀 황효은 역
- 2007년 SBS 8부작 토요 미니시리즈 《달려라 고등어》 ... 민윤서 역
- 2008년 SBS 수목 특별기획드라마 《바람의 화원》 ... 정향 역
- 2009년 SBS 주말 특별기획드라마 《찬란한 유산》 ... 유승미 역
- 2009년 KBS2 수목 미니시리즈 《아가씨를 부탁해》 ... 여의주 역
- 2010년 MBC 수목 미니시리즈 《로드 넘버원》 ... 민영진 역 (특별출연)
- 2010년 SBS 월화 미니시리즈 《괜찮아, 아빠딸》 ... 은채령 역
- 2011년 KBS2 수목 특별기획드라마 《공주의 남자》 ... 이세령 역
- 2012년 KBS2 수목 미니시리즈 《세상 어디에도 없는 착한남자》 ... 서은기 역
- 2013년 KBS2 월화 미니시리즈 《굿 닥터》 ... 차윤서 역
- 2016년 MBC 수목 미니시리즈 《굿바이 미스터 블랙》 ... 김스완 / 백은영 역
- 2017년 tvN 수목 미니시리즈 《크리미널 마인드》 ... 하선우 역
- 2018년 tvN 월화 미니시리즈 《계룡선녀전》 ... 젊은 선옥남 역
- 2020년 tvN 수목 미니시리즈 《악의 꽃》 ... 차지원 역
- 2023년 SBS 금토 미니시리즈 《법쩐》 ... 박준경 역
- 2023년 SBS 금토 미니시리즈 《모범택시 2》 ... 오미서 역 (특별출연)

### 영화
| 연도 | 제목            | 역할   | 비고                                     |
| ---- | --------------- | ------ | ---------------------------------------- |
| 2008 | 울학교 이티     | 이은실 |                                          |
| 2011 | 최종병기 활     | 최자인 |                                          |
| 2014 | 민우씨 오는 날  | 최현희 | 옴니버스 영화 《Beautiful 2014》 중 한편 |
| 2015 | 오늘의 연애     | 김현우 |                                          |
| 2016 | 그날의 분위기   | 배수정 |                                          |
| 2018 | 명당            | 초선   |                                          |
| 2022 | 우리들은 자란다 |        |                                          |

## 방송

### 텔레비전 프로그램
| 연도      | 방송사 | 제목                   | 역할        | 비고                                                   |
| --------- | ------ | ---------------------- | ----------- | ------------------------------------------------------ |
| 2009      | SBS    | 야심만만 2             | 게스트 출연 | 찬란한 유산 스페셜(51회)                               |
| 2010      | SBS    | 강심장                 | 게스트      |                                                        |
| 2011~2015 | KBS2   | 연예가중계             | 게스트      | 게릴라 데이트(2013년)                                  |
| 2011      | KBS2   | 해피투게더 3           | 게스트 출연 | 공주의 남자 특집                                       |
| 2014~2015 | MBC    | 섹션TV 연예통신        | 게스트      |                                                        |
| 2016      | SBS    | 일요일이 좋다 - 런닝맨 | 게스트 출연 | 신년특집 편(228회, 229회)                              |
| 2016      | JTBC   | 냉장고를 부탁해        | 게스트 출연 | 문채원 & 유연석, 새해맞이 안구정화 스페셜!(60회, 61회) |
| 2021      | SBS    | 미운우리새끼           | 스페셜 MC   |                                                        |

### 라디오 프로그램
| 연도 | 방송사   | 제목                           | 역할        | 비고   |
| ---- | -------- | ------------------------------ | ----------- | ------ |
| 2011 | MBC FM4U | 정오의 희망곡 스윗소로우입니다 | 게스트 출연 | [ 41 ] |
| 2025 | MBC FM4U | 브런치카페                     | 스페셜 DJ   |        |

## 그 외의 출연 활동

### 뮤직 비디오
| 연도 | 가수   | 제목             | 비고 |
| ---- | ------ | ---------------- | ---- |
| 2008 | 성시경 | 〈한번 더 이별〉 |      |

### 광고
| 연도      | 광고명 |
| --------- | --- |
| 2009      | - 롯데푸드 나뚜루 (아이스크림) - 신한 BNP파리바 자산운용                                                         |
| 2011      | - 동아오츠카 포카리스웨트 - 코웨이 올빚 (한방화장품)                                                             |
| 2012      | - 삼성화재 애니카 다이렉트 - (주)뱅뱅어패럴 뱅뱅 (의류) (with 씨앤블루) - 하이트진로 참이슬 (주류) (with 유아인) |
| 2012~2014 | - LG유니참 바디피트 오가닉코튼                                                                                   |
| 2012~2015 | - LG생활건강 수려한 (화장품)                                                                                     |
| 2013      | - (주)밀레 밀레 아웃도어 (with 하정우)                                                                           |
| 2014~2016 | - LG생활건강 오가니스트 샴푸 (헤어케어)                                                                          |
| 2016      | - LG생활건강 오가니스트 제주 (바디제품) (with 수지)                                                              |
| 2017~현재 | - (주)에스디생명공학 SNP화장품                                                                                   |
| 2018~2019 | - 새마을금고 (금융) (with 김상중)                                                                                |

## 음반
| 연도 | 제목           | 비고                                       |
| ---- | -------------- | ------------------------------------------ |
| 2010 | 〈클레멘타인〉 | 디지털 싱글 《괜찮아, 아빠딸 Part.4》 참여 |

## 기타 경력
| 연도 | 광고명                         |
| ---- | ------------------------------ |
| 2012 | - 제4대 대검찰청 명예검사 위촉 |

## 수상 및 후보
| 연도 | 시상식                                 | 부문                                         | 작품                         | 결과 | 출처   |
| ---- | -------------------------------------- | -------------------------------------------- | ---------------------------- | ---- | ------ |
| 2008 | 제16회 대한민국문화연예대상            | 드라마방송부문 신인탤런트상                  | 바람의 화원                  | 수상 |        |
| 2008 | SBS 연기대상                           | 뉴스타상                                     | 바람의 화원                  | 수상 |        |
| 2008 | SBS 연기대상                           | 베스트커플상 (With 문근영)                   | 바람의 화원                  | 수상 |        |
| 2009 | 제45회 백상예술대상                    | TV부문 여자 신인연기상                       | 바람의 화원                  | 후보 | [ 44 ] |
| 2011 | 제48회 대종상영화제                    | 신인여우상                                   | 최종병기 활                  | 수상 |        |
| 2011 | 제32회 청룡영화상                      | 신인여우상                                   | 최종병기 활                  | 수상 |        |
| 2011 | KBS 연기대상                           | 여자 최우수연기상                            | 공주의 남자                  | 수상 |        |
| 2011 | KBS 연기대상                           | 여자 인기상                                  | 공주의 남자                  | 수상 |        |
| 2011 | KBS 연기대상                           | 베스트커플상 (with 박시후)                   | 공주의 남자                  | 수상 |        |
| 2011 | 제19회 대한민국문화연예대상            | 드라마부문 여자 최우수연기상                 | 공주의 남자                  | 수상 | [ 45 ] |
| 2011 | 제19회 대한민국문화연예대상            | 영화부문 여자 우수연기상                     | 최종병기 활                  | 수상 | [ 45 ] |
| 2011 | 코리아 라이프스타일 어워드             | 올해의 베스트 드레서                         | 빈칸                         | 수상 | [ 46 ] |
| 2011 | 제3회 아시아 주얼리 어워드             | 배우부문 다이아몬드상                        | 빈칸                         | 수상 | [ 47 ] |
| 2011 | 제27회 코리아 베스트드레서 스완 어워드 | 코리아 베스트드레서 탤런트부문               | 빈칸                         | 수상 | [ 48 ] |
| 2012 | 제48회 백상예술대상                    | TV부문 여자 최우수연기상                     | 공주의 남자                  | 후보 | [ 49 ] |
| 2012 | KBS 연기대상                           | 여자 최우수연기상                            | 세상 어디에도 없는 착한 남자 | 수상 |        |
| 2012 | KBS 연기대상                           | 네티즌상                                     | 세상 어디에도 없는 착한 남자 | 수상 |        |
| 2012 | KBS 연기대상                           | 베스트커플상 (With 송중기)                   | 세상 어디에도 없는 착한 남자 | 수상 |        |
| 2013 | 제2회 에이판 스타 어워즈               | 여자 우수연기상                              | 굿 닥터                      | 후보 | [ 50 ] |
| 2013 | KBS 연기대상                           | 중편드라마부문 여자 우수연기상               | 굿 닥터                      | 수상 |        |
| 2013 | KBS 연기대상                           | 베스트커플상 (With 주원)                     | 굿 닥터                      | 수상 |        |
| 2013 | KBS 연기대상                           | 여자 인기상                                  | 굿 닥터                      | 수상 |        |
| 2015 | 제19회 부천국제판타스틱영화제          | 프로듀서스 초이스                            | 오늘의 연애                  | 수상 |        |
| 2016 | MBC 연기대상                           | 미니시리즈부문 여자 최우수연기상             | 굿바이 미스터 블랙           | 후보 |        |
| 2018 | 제13회 숨피 어워즈                     | 올해의 연기상 여자부문                       | 크리미널 마인드              | 후보 |        |
| 2018 | 제2회 더 서울어워즈                    | 영화부문 여자 인기상                         | 명당                         | 후보 |        |
| 2018 | 제3회 아시아 아티스트 어워즈           | 배우부문 여자인기상                          | 빈칸                         | 후보 |        |
| 2021 | 제7회 아시아태평양 스타 어워즈         | KT Seezn 스타상                              | 악의 꽃                      | 후보 |        |
| 2021 | 제7회 아시아태평양 스타 어워즈         | 아이돌챔프 여자 인기상                       | 악의 꽃                      | 후보 |        |
| 2023 | SBS 연기대상                           | 미니시리즈 장르&액션 부문 여자 최우수 연기상 | 법쩐                         | 수상 |        |